# 22877 Reginamiller
22877 Reginamiller (1999 RR200) là một tiểu hành tinh vành đai chính được phát hiện ngày 8 tháng 9 năm 1999 bởi nhóm nghiên cứu tiểu hành tinh gần Trái Đất phòng thí nghiệm Lincoln ở Socorro.